# Rypticus courtenayi
Rypticus courtenayi är en fiskart som beskrevs av Mccarthy, 1979. Rypticus courtenayi ingår i släktet Rypticus och familjen havsabborrfiskar. IUCN kategoriserar arten globalt som sårbar. Inga underarter finns listade i Catalogue of Life.